# Motion Sickness: Live Recordings
Motion Sickness: Live Recordings är ett livealbum med det amerikanska indierock-bandet Bright Eyes. Albumet dokumenterar den första hälften av turnėen som bandet gjorde för att promotera studioalbumet I'm Wide Awake, It's Morning. Motion Sickness: Live Recordings utgavs 15 november 2005.

## Låtlista
1. "At the Bottom of Everything" – 3:44
2. "We Are Nowhere and It’s Now" – 4:01
3. "Old Soul Song (For the New World Order)" – 4:07
4. "Make War (Short Version)" – 0:43
5. "Make War" – 5:41
6. "A Scale, a Mirror and Those Indifferent Clocks" – 2:22
7. "Landlocked Blues" – 5:51
8. "Method Acting" – 3:41
9. "Train Under Water" – 5:59
10. "When the President Talks to God" – 3:27
11. "Road to Joy" – 5:56
12. "Mushaboom" (Leslie Feist) – 2:44
13. "True Blue" – 5:41
14. "Southern State" – 4:40
15. "The Biggest Lie" (Elliott Smith) – 2:48

(Alla låtar skrivna av Conor Oberst om inget annat angetts)

## Medverkande
Bright Eyes
- Conor Oberst – sång, gitarr, wurlitzer, orgel
- Mike Mogis – mandolin, pedal steel guitar, elgitarr, tamburin
- Nate Walcott – trumpet, wurlitzer, orgel

Bidragande musiker
- Stefanie Drootin – basgitarr
- Alex McManus – gitarr, bakgrundssång
- Jason Boesel – trummor
- Nick White – wurlitzer, orgel
- Jesse Harris – gitarr